# Shibetsu-Linie
| Dieseltriebzug der Baureihe KiHa22 in Nakashibetsu (1986) |                   |                                |                                |
| Streckenlänge: | 69,4 km + 47,5 km |                                |                                |
| Spurweite: | 1067 mm (Kapspur) |                                |                                |
| Maximale Neigung: | 25 ‰              |                                |                                |
| Minimaler Radius: | 300 m             |                                |                                |
| Zweigleisigkeit: | nein              |                                |                                |
| |                   |                                |                                |
| \| \| \| ↑ Kommunale Kleinbahn Shibecha \| \| \| \| \| ↔ Senmō-Hauptlinie \| 1927– \| \| \| 0,0 \| Shibecha (標茶) \| 1927– \| \| \| \| ← Shibecha-Linie \| \| \| \| \| ↓ Chanbetsu-Linie \| \| \| \| 2,7 \| Tawa (多和) \| 1961–1989 \| \| \| 12,7 \| Izumikawa (泉川) \| 1944–1989 \| \| \| 17,3 \| Kōshin (光進) \| 1962–1989 \| \| \| \| → Nijibetsu-Linie \| \| \| \| 22,5 \| Nishi-Shumbetsu (西春別) \| 1936–1989 \| \| \| \| ← Nishibetsu-Linie \| \| \| \| 27,7 \| Kami-Shumbetsu (光進) \| 1963–1989 \| \| \| \| ← Shibecha-Linie \| \| \| \| \| → Yōrōushi-Linie \| \| \| \| 31,9 \| Kenebetsu (計根別) \| 1936–1989 \| \| \| 36,1 \| Kaiei (開栄) \| 1961–1989 \| \| \| 40,7 \| Tōhoro (当幌) \| 1937–1989 \| \| \| \| \| \| \| \| 47,1 0,0* \| Nakashibetsu (中標津) \| 1914–1989 \| \| \| \| \| \| \| \| \| Militärflugplatz Shibetsu \| \| \| \| 52,6 \| Ausweiche Higashi-Shibetsu \| Ausweiche Higashi-Shibetsu \| \| \| \| → Nemuro-Linie \| \| \| \| 55,2 \| Kami-Musa (上武佐) \| 1937–1989 \| \| \| \| → Chūrui-Linie \| \| \| \| 60,1 \| Kawakita (川北) \| 1937–1989 \| \| \| 69,4 \| Nemuro-Shibetsu \| Nemuro-Shibetsu \| \| \| \| (根室標津) \| 1937–1989 \| \| \| \| \| \| \| \| 5,4 \| Kyōwa (協和) \| 1957–1989 \| \| \| \| ← Harubetsu-Linie \| \| \| \| 12,1 \| Shumbetsu (春別) \| 1934–1989 \| \| \| 18,2 \| Hiraito (平糸) \| 1961–1989 \| \| \| \| ← Nishibetsu-Linie \| \| \| \| 23,7 \| Bekkai (別海) \| 1933–1989 \| \| \| 36,0 \| Okuyukiusu (奥行臼) \| 1933–1989 \| \| \| \| ← Hachisu-Linie \| \| \| \| \| ←↓ Nemuro-Hauptlinie \| 1919– \| \| \| 47,5 \| Attoko (厚床) \| 1919– \| |                   |                                |                                |
| U-Bahn-Strecke (außer Betrieb) |                   | ↑ Kommunale Kleinbahn Shibecha | ↑ Kommunale Kleinbahn Shibecha |
| U-Bahn-Haltepunkt / Haltestelle Streckenende (Strecke außer Betrieb) |                   | ↔ Senmō-Hauptlinie             | 1927–                          |
| Bahnhof quer · Abzweig quer und ehemals von rechts | 0,0               | Shibecha (標茶)                | 1927–                          |
| U-Bahn-Haltepunkt / Haltestelle Streckenende und quer (Strecke außer Betrieb) · Strecke (außer Betrieb) |                   | ← Shibecha-Linie               | ← Shibecha-Linie               |
| U-Bahn-Haltepunkt / Haltestelle Streckenanfang (Strecke außer Betrieb) · Strecke (außer Betrieb) |                   | ↓ Chanbetsu-Linie              | ↓ Chanbetsu-Linie              |
| Haltepunkt / Haltestelle (Strecke außer Betrieb) | 2,7               | Tawa (多和)                    | 1961–1989                      |
| Bahnhof (Strecke außer Betrieb) | 12,7              | Izumikawa (泉川)               | 1944–1989                      |
| Haltepunkt / Haltestelle (Strecke außer Betrieb) | 17,3              | Kōshin (光進)                  | 1962–1989                      |
| Strecke (außer Betrieb) |                   | → Nijibetsu-Linie              | → Nijibetsu-Linie              |
| U-Bahn-Haltepunkt / Haltestelle Streckenende und quer (Strecke außer Betrieb) · Bahnhof (Strecke außer Betrieb) · U-Bahn-Haltepunkt / Haltestelle Streckenanfang und quer (Strecke außer Betrieb) | 22,5              | Nishi-Shumbetsu (西春別)       | 1936–1989                      |
| Strecke (außer Betrieb) |                   | ← Nishibetsu-Linie             | ← Nishibetsu-Linie             |
| Haltepunkt / Haltestelle (Strecke außer Betrieb) | 27,7              | Kami-Shumbetsu (光進)          | 1963–1989                      |
| U-Bahn-Strecke von rechts (außer Betrieb) · Strecke (außer Betrieb) |                   | ← Shibecha-Linie               | ← Shibecha-Linie               |
| U-Bahn-Abzweig geradeaus und von links (Strecke außer Betrieb) · Kreuzung mit U-Bahn (Strecken außer Betrieb) |                   | → Yōrōushi-Linie               | → Yōrōushi-Linie               |
| U-Bahn-Haltepunkt / Haltestelle (Strecke außer Betrieb) · Bahnhof (Strecke außer Betrieb) | 31,9              | Kenebetsu (計根別)             | 1936–1989                      |
| Haltepunkt / Haltestelle (Strecke außer Betrieb) | 36,1              | Kaiei (開栄)                   | 1961–1989                      |
| Haltepunkt / Haltestelle (Strecke außer Betrieb) | 40,7              | Tōhoro (当幌)                  | 1937–1989                      |
| Strecke von links (außer Betrieb) · U-Bahn-Kreuzung mit Eisenbahn (Strecken außer Betrieb) · Abzweig geradeaus und von rechts (Strecke außer Betrieb) |                   |                                |                                |
| Strecke (außer Betrieb) · U-Bahn-Strecke (außer Betrieb) · Bahnhof (Strecke außer Betrieb) | 47,1 0,0*         | Nakashibetsu (中標津)          | 1914–1989                      |
| Strecke (außer Betrieb) · U-Bahn-Strecke nach links (außer Betrieb) · Kreuzung mit U-Bahn (Strecken außer Betrieb) · U-Bahn-Haltepunkt / Haltestelle Streckenende und quer (Strecke außer Betrieb) |                   |                                |                                |
| Strecke (außer Betrieb) · Betriebsstelle Streckenende und quer (Strecke außer Betrieb) |                   | Militärflugplatz Shibetsu      | Militärflugplatz Shibetsu      |
| Strecke (außer Betrieb) · Blockstelle (Strecke außer Betrieb) | 52,6              | Ausweiche Higashi-Shibetsu     | Ausweiche Higashi-Shibetsu     |
| Strecke (außer Betrieb) · Strecke (außer Betrieb) |                   | → Nemuro-Linie                 | → Nemuro-Linie                 |
| Strecke (außer Betrieb) · Haltepunkt / Haltestelle (Strecke außer Betrieb) · U-Bahn-Haltepunkt / Haltestelle Streckenanfang und quer (Strecke außer Betrieb) | 55,2              | Kami-Musa (上武佐)             | 1937–1989                      |
| Strecke (außer Betrieb) · Strecke (außer Betrieb) |                   | → Chūrui-Linie                 | → Chūrui-Linie                 |
| Strecke (außer Betrieb) · Haltepunkt / Haltestelle (Strecke außer Betrieb) · U-Bahn-Haltepunkt / Haltestelle Streckenanfang und quer (Strecke außer Betrieb) | 60,1              | Kawakita (川北)                | 1937–1989                      |
| Strecke nach halblinks (außer Betrieb) · Kopfbahnhof Streckenende (Strecke außer Betrieb) | 69,4              | Nemuro-Shibetsu                | Nemuro-Shibetsu                |
| Strecke nach halblinks und von halbrechts (außer Betrieb) |                   | (根室標津)                     | 1937–1989                      |
| Strecke von halbrechts (außer Betrieb) |                   |                                |                                |
| Haltepunkt / Haltestelle (Strecke außer Betrieb) | 5,4               | Kyōwa (協和)                   | 1957–1989                      |
| Strecke (außer Betrieb) |                   | ← Harubetsu-Linie              | ← Harubetsu-Linie              |
| U-Bahn-Haltepunkt / Haltestelle Streckenende und quer (Strecke außer Betrieb) · Haltepunkt / Haltestelle (Strecke außer Betrieb) | 12,1              | Shumbetsu (春別)               | 1934–1989                      |
| Haltepunkt / Haltestelle (Strecke außer Betrieb) | 18,2              | Hiraito (平糸)                 | 1961–1989                      |
| Strecke (außer Betrieb) |                   | ← Nishibetsu-Linie             | ← Nishibetsu-Linie             |
| U-Bahn-Haltepunkt / Haltestelle Streckenende und quer (Strecke außer Betrieb) · Bahnhof (Strecke außer Betrieb) | 23,7              | Bekkai (別海)                  | 1933–1989                      |
| U-Bahn-Haltepunkt / Haltestelle Streckenende und quer (Strecke außer Betrieb) · Haltepunkt / Haltestelle (Strecke außer Betrieb) | 36,0              | Okuyukiusu (奥行臼)            | 1933–1989                      |
| Strecke (außer Betrieb) |                   | ← Hachisu-Linie                | ← Hachisu-Linie                |
| Abzweig ehemals geradeaus und von rechts |                   | ←↓ Nemuro-Hauptlinie           | 1919–                          |
| Bahnhof | 47,5              | Attoko (厚床)                  | 1919–                          |

Die Shibetsu-Linie (jap. 標津線, Shibetsu-sen) war eine Eisenbahnstrecke im Osten der japanischen Insel Hokkaidō. Sie wurde in den Jahren 1933 bis 1937 eröffnet und war bis 1989 in Betrieb.

## Beschreibung
Die Shibetsu-Linie setzte sich aus einer 69,4 km langen Hauptstrecke und einer 47,5 km langen Zweigstrecke zusammen. Beide waren kapspurig, eingleisig und nicht elektrifiziert. Insgesamt wurden 19 Bahnhöfe und Haltestellen erschlossen.
In Shibecha zweige die Shibetsu-Linie von der Senmō-Hauptlinie ab und führte anschließend in nordöstlicher Richtung durch die sanft abfallende Konsen-Ebene, deren auffälligstes Merkmal die gitterartig angelegten Schutzwälder sind. Sie erreichte Nakashibetsu im Zentrum der Ebene und verzweigte sich dort. Die Hauptstrecke führte weiter nordostwärts und endete in Nemuro-Shibetsu an der Küste der zum Pazifik gehörenden Nemuro-Straße. Die Zweigstrecke verlief in südöstlicher Richtung am Ufer des Fūren-Sees vorbei bis Attoko, wo sie auf die Nemuro-Hauptlinie stieß. Ein Dutzend Kleinbahnen waren an die Shibetsu-Linie angebunden und dienten überwiegend landwirtschaftlichen Zwecken.

## Geschichte
Unter der Aufsicht des Innenministeriums entstand zur Erschließung der Konsen-Ebene die von Pferden gezogene Shibecha-Kleinbahn mit einer Spurweite von 762 mm. Die erste Etappe wurde am 12. Dezember 1930 eröffnet. Nach der Inbetriebnahme der letzten Etappe am 20. Oktober 1932 reichte die Kleinbahn von Shibecha über eine Entfernung von 39,0 km bis nach Kenebetsu. Aufgrund der rasch wachsenden Menge landwirtschaftlicher Erzeugnisse stieß sie bald an ihre Kapazitätsgrenze. In mehreren Petitionen forderten die Landwirte der Region ihren Ersatz durch eine vollwertige Eisenbahnstrecke und hatten schließlich damit Erfolg. Die Kleinbahn wurde in zwei Etappen am 11. Juli und 4. September 1936 stillgelegt.
Das Eisenbahnministerium begann als Ersatz für die Kleinbahn die kapspurige Shibetsu-Linie zu errichten. Es nahm am 1. Dezember 1933 den ersten Abschnitt zwischen Attoko und Bekkai (23,8 km) in Betrieb, gefolgt vom 23,7 km langen Teilstück zwischen Bekkai und Nakashibetsu am 1. Oktober 1934. Das am 29. Oktober 1936 eröffnete Teilstück zwischen Shibecha und Kenebetsu (31,9 km) ersetzte die bisherige Kleinbahn, wobei die neue Trasse rund sechs Kilometer kürzer war. Den Abschluss bildete die Eröffnung des 37,5 km langen Teilstücks von Kenebetsu über Nakashibetsu nach Nemuro-Shibetsu am 30. Oktober 1937.
Durch den Bau des Luftwaffenstützpunkts Nakashibetsu (des späteren Flughafens Nakashibetsu) und weiterer militärischer Anlagen in dessen Umgebung erlebte die Shibetsu-Linie einen Aufschwung, der jedoch Mitte der 1960er Jahre wieder abzuflauen begann, da das mittlerweile stark ausgebaute Straßennetz die Massenmotorisierung erleichterte. Daran vermochte auch das 1962 eingeführte, einmal täglich verkehrende Schnellzugspaar zwischen Nemuro-Shibetsu und Kushiro wenig zu ändern. Die Japanische Staatsbahn hatte außerdem geplant, die Bahnstrecke über Nemuro-Shibetsu hinaus in Richtung Shiretoko-Halbinsel weiterzuführen und sie mit der 1957 eröffneten Konpoku-Linie nach Shiretoko-Shari zu verknüpfen, gab dieses Vorhaben aber 1970 endgültig auf.
Nachdem Mitte der 1950er Jahre im Personenverkehr Schienenbusse eingeführt worden waren, verkehrte am 24. April 1975 der letzte von einer Dampflokomotiven gezogene Güterzug. Aus Kostengründen stellte die Staatsbahn am 30. April 1980 den Güterverkehr zwischen Nakashibetsu und Nemuro-Shibetsu ein, am 1. Februar 1984 auch auf der übrigen Strecke. Der Schnellzugsverkehr endete am 1. November 1986. Im Rahmen der Staatsbahnprivatisierung ging die Shibetsu-Linie am 1. April 1987 in den Besitz von JR Hokkaido über. Diese legte sie am 30. April 1989 vollständig still. An ihre Stelle traten Buslinien der Gesellschaften Akan Bus und Nemuro Kōtsū.

## Liste der Bahnhöfe

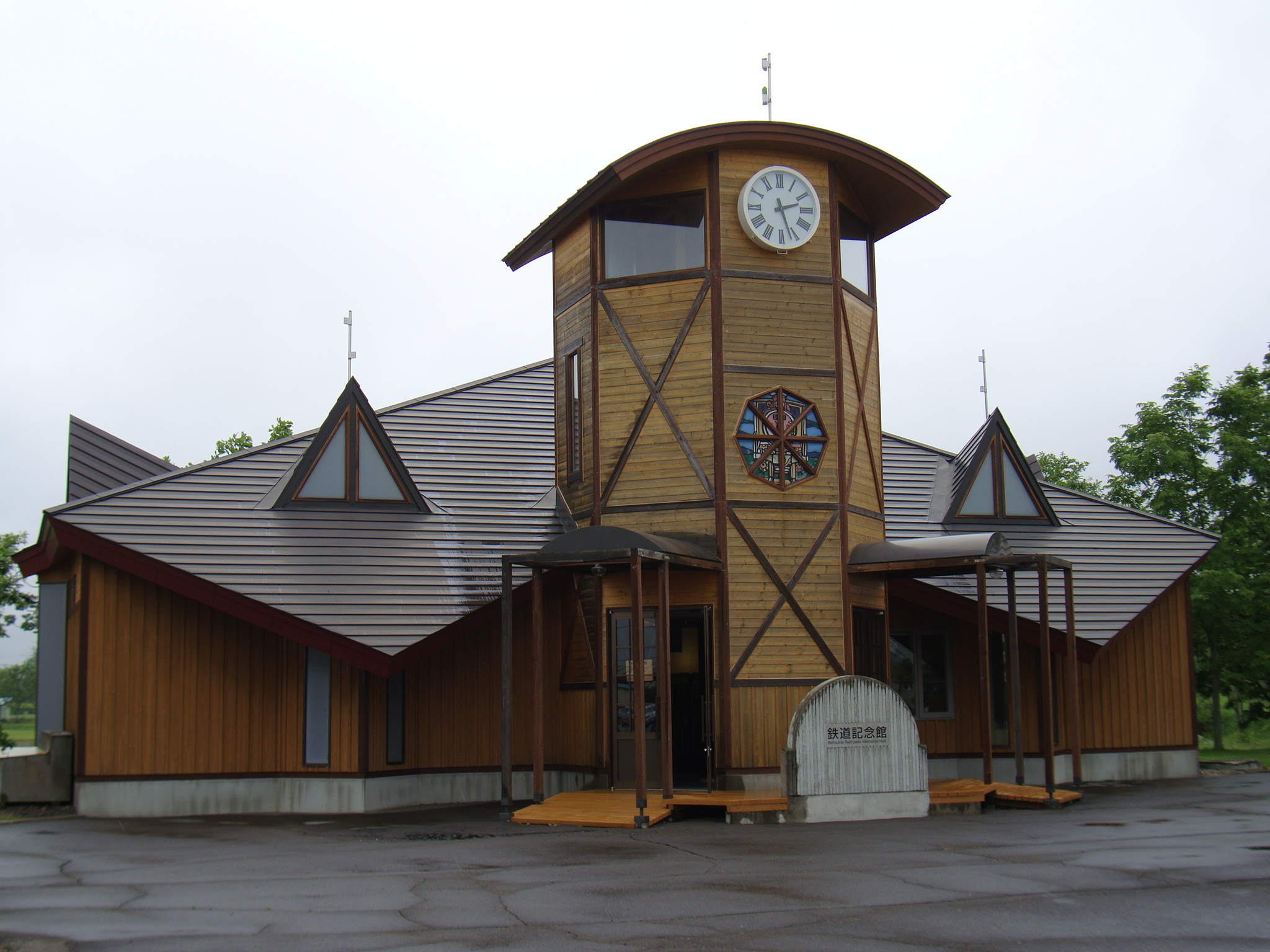
Ehemaliger Bahnhof Nishi-Shumbetsu (Juli 2009)

| Name                       | km           | Anschlusslinien   | Lage         | Ort          |
| Hauptstrecke               | Hauptstrecke | Hauptstrecke      | Hauptstrecke | Hauptstrecke |
| -------------------------- | ------------ | ----------------- | ------------ | ------------ |
| Shibecha (標茶)            | 00,0         | Senmō-Hauptlinie  | Koord.       | Shibecha     |
| Tawa (多和)                | 02,7         |                   | Koord.       | Shibecha     |
| Izumikawa (泉川)           | 12,7         |                   | Koord.       | Betsukai     |
| Kōshin (光進)              | 17,3         |                   | Koord.       | Betsukai     |
| Nishi-Shumbetsu (西春別)   | 22,5         |                   | Koord.       | Betsukai     |
| Kami-Shumbetsu (上春別)    | 27,7         |                   | Koord.       | Betsukai     |
| Kenebetsu (計根別)         | 31,9         |                   | Koord.       | Nakashibetsu |
| Kaiei (開栄)               | 36,1         |                   | Koord.       | Nakashibetsu |
| Tōhoro (当幌)              | 40,7         |                   | Koord.       | Nakashibetsu |
| Nakashibetsu (中標津)      | 47,1         |                   | Koord.       | Nakashibetsu |
| Kami-Musa (上武佐)         | 55,2         |                   | Koord.       | Nakashibetsu |
| Kawakita (川北)            | 60,1         |                   | Koord.       | Shibetsu     |
| Nemuro-Shibetsu (根室標津) | 69,4         |                   | Koord.       | Shibetsu     |
| Zweigstrecke               |              |                   |              |              |
| Nakashibetsu (中標津)      | 00,0         |                   |              | Nakashibetsu |
| Kyōwa (協和)               | 05,4         |                   | Koord.       | Nakashibetsu |
| Shumbetsu (春別)           | 12,1         |                   | Koord.       | Betsukai     |
| Hiraito (平糸)             | 18,2         |                   | Koord.       | Betsukai     |
| Bekkai (別海)              | 23,7         |                   | Koord.       | Betsukai     |
| Okuyukiusu (奥行臼)        | 36,0         |                   | Koord.       | Betsukai     |
| Attoko (厚床)              | 47,5         | Nemuro-Hauptlinie | Koord.       | Nemuro       |